# 하보마이 군도
하보마이 군도(러시아어: Хабомай 하보마이[*], 일본어: 歯舞群島 하보마이 군토[*])는 쿠나시르 해협에 위치한 군도로 쿠릴 열도의 서남쪽 끝에 있다. 러시아가 실효 지배하고 있으나, 일본이 영유권을 주장하고 있다.
가장 큰 섬인 젤레니섬의 면적은 약 45km2이다. 이 열도를 이루는 섬은 총 10여 개가 있으며 이름은 다음과 같다.

## 지리

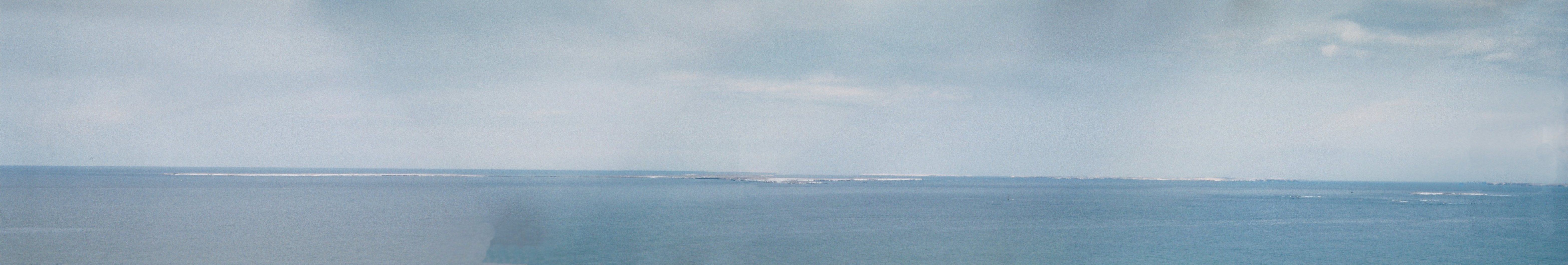
홋카이도의 네무로반도 노삿푸곶에서 찍은 하보마이 군도 파노라마, 2005년 3월 26일

냉대 습윤 기후가 나타난다.
| 러시아어 이름              | 일본어 이름          | 면적                   |
| -------------------------- | -------------------- | ---------------------- |
| 폴론스코고섬(о.Полонского) | 다라쿠섬(多楽島)     | 약 11.7 km2            |
| 젤레니섬(о.Зеленый)        | 시보쓰섬(志発島)     | 약 45 km2              |
| 유리섬(о.Юрий)             | 유리섬(勇留島)       | 약 10.6 km2            |
| 아누치나섬(о.Анучина)      | 아키유리섬(秋勇留島) | 약 2.7 km2             |
| 오스콜키섬(о.Осколки)      | 도도섬(海馬島)       | 약 1.5 km2             |
| 하르카르섬(о.Харкар)       | 하루카루섬(春苅島)   | 약 2 km2               |
| 탄필레바섬(о.Танфильева)   | 스이쇼섬(水晶島)     | 약 13.7 km2            |
| 시그날니섬(о.Сигнальный)   | 가이가라섬(貝殼島)   | 섬보다는 암초에 가까움 |

## 같이 보기

### 일반 주제
- 쿠릴 열도 분쟁
- 사할린 한민족

### 관련 지리
- 네무로반도
- 노삿푸곶
- 하보마이촌
- 쿠나시르섬
- 이투루프섬
- 시코탄섬
- 가부섬